# アベル・オーベール・デュプティ＝トゥアール

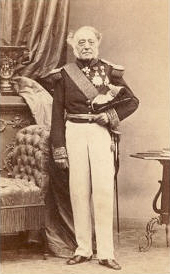
アベル・オベール・デュプティ＝トゥアール

アベル・オーベール・デュプティ＝トゥアール（Abel Aubert Dupetit Thouars、1793年8月3日 - 1864年3月16日）はフランスの海軍士官である。フランス領ポリネシアの植民地化に寄与した。

## 略歴
メーヌ＝エ＝ロワール県のテュルカン(Turquant)に生まれた。ポワトゥーの裕福な家系で、叔父にフランス革命戦争におけるナイルの海戦で戦死して英雄となったアリスティード・デュプティ＝トゥアールがいる。1804年に11歳でフランス海軍に入り、北海や地中海で働いた。1823年に艦長となり1830年からのアルジェリア侵攻にブリッグ船のGriffonで参加した。
1836年にフリゲート船、Venusの艦長に任命され、太平洋でのフランスの権益確保のために派遣された。1836年12月にブレスト港を出航し、ホーン岬、チリのバルパライソ、ペルーのカヤオを経て、1837年6月にハワイに到着した。7月の終わりにカムチャツカ半島やアリューシャン列島に航海し、海図を製作した。その後東方へ航海し、カリフォルニアやモントレーに寄港し、中央アメリカ、南アメリカの沿岸を航海しイースター島に至った。1838年8月にマルキーズ諸島に到着した。マルキーズ諸島のタフアタ島（Tahuata）から2人のタヒチから追放されたカトリック宣教師を運び、地形や水路の調査を行い、タヒチに向かった。タヒチでフランス人探検家、ジュール・デュモン・デュルヴィルの艦隊と合流した。1838年9月にタヒチを出発し、クック諸島、ニュージーランド、オーストラリア沖、モーリシャスを経て、1838年9月、ブレストに帰還した。
この探検航海の成果は1840年から1864年まで、物理学、動物学、植物学や政情の分野でまとめられ報告された。
その後もタヒチを再び訪れ、タヒチ国内の対立に干渉することによってタヒチの植民地化を進め、1842年フランス太平洋艦隊の司令官としてタヒチ島の女王ポマレ4世と、タヒチをフランスの保護領とする条約を締結し、その後タヒチはフランスの植民地となっていく。フランスに戻ったデュプティ＝トゥアールは1848年に副大臣となり1858年に退役し、国会議員となった。
子供は残さなかったが、妹の息子、アベル・ベルガス・デュプティ＝トゥアール（Abel Bergasse Dupetit-Thouars）を養子とした。この息子も海軍士官となり、幕末の日本で、堺事件（1868年に土佐藩士によってフランス水兵が殺傷された事件）の土佐藩士の刑執行に立ちあったことで知られる人物である。